# Feskekörka
Feskekörka (em dialeto gotemburguês) ou Fiskekyrkan (em sueco oficial) - literalmente Igreja do Peixe - é um mercado tradicional de peixe e marisco na cidade sueca de Gotemburgo. Está situada junto ao canal de Rosenlund, na proximidade da praça Järntorget.
 Com a forma de uma igreja gótica, é um dos edifícios mais emblemáticos da cidade. Foi fundada em 1874 pelo arquiteto Victor von Gegerfelt. Para além do mercado, existem no seu interior dois restaurantes, que oferecem degustação de vinho e abertura de ostras.